# Caso de Ouro Preto
El Caso de Ouro Preto se refiere al asesinato de la estudiante Aline Silveira Soares, encontrada muerta en un cementerio de la ciudad de Ouro Preto, en el estado de Minas Gerais. El caso desencadenó una gran repercusión nacional cubierta por la prensa brasileña en el inicio de los años 2000.

## El Caso
En octubre de 2001 Aline Silveira Soares viajó de su ciudad  Guarapari, en el Espírito Santo, para Ouro Preto, una ciudad universitaria sed de la Universidad Federal de Ouro Preto. Aline aparentemente fue acompañada de su amiga Liliane, y su prima Camila Dolabella para participar en la «Festa do Doze», una celebración que reúne alumnos y exalumnos de la UFOP todos los 12 de octubre.
En la madrugada del día 14 la joven fue encontrada muerta arriba de un túmulo del cementerio «Nossas Senhora das Mercês» con 17 puñaladas en el cuerpo.
Los investigadores y la mídia alegaron que la muerte fue causada por jugadores del RPG Vampiro: La Mascarada y el juego fue prohibido temporalmente por la justicia.

## Los Acusados
Según la fiscalía, Aline habría sido asesinada por tres jóvenes habitantes de la República Sonata, donde las jóvenes se hospedaron para la fiesta. La causa del crimen sería un juego de RPG, que Aline habría perdido, siendo punida con la muerte, en concreto una muerte ritual, en consonancia con preceptos satánicos, lo que más tarde no fue comprobado.

## El Veredicto
Los tres acusados por la muerte fueron absueltos del crimen en el 5 de julio del 2009, después de cinco días de juicio.

## Papel de la Prensa y la Judicatura
Para Cynthia Vianna, del Observatório da Imprensa: «Durante el juicio la prensa promovió una campaña de desinformación, relacionando indebidamente el juego de rol con lo que algunas autoridades suponían ser magia negra y rituales satánicos conectados a un homicidio. La Rede Globo en 20/12/2004 hizo un reportaje sobre el crimen, divulgada nacionalmente. En ella, mientras la narración afirmaba que fueron encontrados manuales de magia negra, incluyendo una biblia satánica, la pantalla mostraba sólo libros de RPG, llevando a una asociación de ideas absurda. Vale esclarecer que la referida “biblia satánica” era uno de los suplementos del RPG “Vampiro: La Máscara” denominado “Libro de Nod”, que reúne textos poéticos, ficticios, sobre un posible origen bíblico de los vampiros.
La prensa debería haber respetado la inteligencia del público. Fueron ocho años distorsionando el juego de RPG, presumiendo rituales de magia donde no existían siquiera indicios de esa práctica, insuflando la condena de los acusados. Después que fueron absueltos, las materias pasaron a criticar las autoridades y pelear por la aclaración del crimen, cuestionando la postura policial. Sin embargo, en el 2001, cuando deberían haber hecho esos cuestionamientos, prefirieron tratar los investigadores como dueños de la verdad. Días antes del juicio, apostaban en la condena de los acusados; después de que fueran absueltos, optaron por ignorar ocho años de manipulación y linchamiento de acusados, desviando el foco de la discusión a la ausencia de culpables, buscando hacer con que el público olvidara el papel vergonzoso que la prensa tuvo en el direccionamiento de este caso.» La noticia del veredicto fue publicada en primera mano en la cuenta del Twitter de la periodista Fernanda Lizardo.
Análisis jurídicos posteriores apuntaron la inexistencia del nexo causal entre el juego de rol y el asesinato de la estudiante Aline Silveira Soares.

### Análisis antropológico
La antropóloga Ana de Fiori analizó las circunstancias y desarrolló una investigación sobre el comportamiento de los envueltos en el juicio y como los medios de comunicación cubrieron el caso. Según ella: «La primera, recurrente en la prensa brasileña, es la crucifixión ante la sociedad de los sospechosos antes del juicio ser finalizado.»
Otro punto analizado en la investigación dice respeto a la asociación del juego con la muerte de la víctima. La antropóloga, que asistió el juicio final y entrevistó la fiscal del caso durante su investigación, dice que «muchas de las acusaciones fueron hechas sobre la práctica "demoníaca" del RPG, mientras lo que debería ser juzgado eran las pruebas que conectaban al asesinato».

## Otros casos supuestamente envolviendo juegos de rol
El caso de Ouro Preto fue el de mayor repercusión, pero otros incidentes tuvieron abordaje similar en la prensa brasileña.
En 2000, dos jóvenes fueron violadas, torturadas y estranguladas en la ciudad de Teresópolis, en el Estado de Río de Janeiro. Los juegos de rol fueron relacionado al crimen pues una chica convivía con jugadores de RPG. Un jugador fue encarcelado injustamente, y más tarde se descubrió que el asesino era un gitano que nunca había tenido contacto con cualquier material referente a los juegos.
En 2005, un crimen con tres víctimas de la misma familia, en Guarapari, Espírito Santo, practicado por dos jóvenes, también fue asociado a los RPG. Los acusados del latrocinio calificado y premeditado confesaron a la policía que la ejecución habría sido motivada por un juego de rol.